# بلنغي
بلنغي (بالفارسية: بلنگی) هي قرية تقع في البلدة المركزية في إيران. يقدر عدد سكانها بـ 334 نسمة بحسب إحصاء 2016.